# Friðrik Ólafsson
Friðrik Ólafsson (26. ledna 1935, Reykjavík - 4. dubna 2025, Reykjavík) byl islandský šachový velmistr. V letech 1978-1982 byl prezidentem Mezinárodní šachové federace.
V cyklu mistrovství světa se nejlépe umístil v roce 1958, kdy se v pásmovém turnaji v Portoroži dělil o 5-6. místo. Kvalifikoval se do mezipásmového turnaje, který se hrál v roce 1959 v Bledu, Záhřebu a v Bělehradě. Tam však skončil na sedmém místě (z osmi účastníků) a dále nepostoupil.